# Gert-Jan van Doorn
Gert-Jan van Doorn, född 3 februari 1999, är en nederländsk roddare.
van Doorn har studerat vid University of Washington och tävlat i rodd för Washington Huskies.

## Karriär
I maj 2023 vid EM i Bled tog van Doorn silver tillsammans med Guus Mollee, Nelson Ritsema och Olav Molenaar i fyra utan styrman. I september 2023 vid VM i Belgrad var han en del av Nederländernas lag som tog silver i åtta med styrman.
Vid olympiska sommarspelen 2024 i Paris var van Doorn en del av Nederländernas lag som tog silver i åtta med styrman. Vid EM 2025 i Plovdiv tog han silver i scullerfyra tillsammans med Mats van Sabben, Lucas Keijzer och Simon van Dorp.